# Octomeria mauritii
Octomeria mauritii là một loài thực vật có hoa trong họ Lan. Loài này được Pabst & Moutinho mô tả khoa học đầu tiên năm 1979.